# Station Haarlem Bolwerk
Station Haarlem Bolwerk is een voormalige halte aan de spoorlijn Haarlem - Zandvoort. De halte was geopend van 3 juni 1881 tot 1 juni 1886. Het station was gelegen aan de Kinderhuissingel vlak bij de huidige parken De Bolwerken en het Kenaupark.
Het stationsgebouw was een eenvoudig gebouwtje bestaande uit een middendeel met vleugels, die een verdieping hoger waren dan het middendeel. In 1905 werd het station afgebroken, om ruimte te maken voor het verhoogde emplacement van het nieuwe station Haarlem.